# Monika Mariotti
Monika Mariotti (ur. 1976 w Senigalli) – polska aktorka teatralna i filmowa pochodzenia włoskiego.

## Życiorys
Urodziła się we Włoszech, w mieście Senigallia. Jej ojciec był Włochem, natomiast matka Polką. Mówi w sześciu językach: polskim, włoskim, angielskim, rosyjskim, francuskim i niemieckim.
Karierę teatralną rozpoczęła w rzymskim Teatro India. Po przyjeździe do Polski wystąpiła w spektaklu „Kompleks Portnoya” wg Philipa Rotha w reżyserii Aleksandry Popławskiej i Adama Sajnuka. W spektaklu muzycznym „Moja Nina”, w Teatrze Syrena, zagrała Ninę Simone. Telewidzom znana jest przede wszystkim z ról w serialach telewizyjnych, takich jak: Przepis na życie, Sama słodycz, Nie rób scen, czy Druga szansa. 
W 2017 uczestniczyła w siódmej edycji programu Dancing with the Stars. Taniec z gwiazdami, w parze z  Rafałem Maserakiem odpadli w szóstym odcinku, zajmując szóste miejsce.

## Filmografia
| Rok       | Tytuł                            | Rola                                     | Uwagi         |
| --------- | -------------------------------- | ---------------------------------------- | ------------- |
| 2012–2013 | Przepis na życie                 | dziennikarka Viola Korba                 |               |
| 2014      | Sama słodycz                     | Daniela, pracownica szkoły językowej     | odc. 4, 5, 11 |
| 2014      | Dzień dobry, kocham cię!         | Brygida, koleżanka Basi z firmy          |               |
| 2015      | Zakład doświadczalny Solidarność | Cyganka                                  |               |
| 2015      | Nie rób scen                     | Ewa Jurecka                              |               |
| 2015      | Singielka                        | Baśka, uczestniczka warsztatów z coachem | odc. 27, 41   |
| 2015      | Ojciec                           | Marion                                   |               |
| 2016–2018 | Druga szansa                     | Aleksandra Bajewicz                      |               |
| 2016      | Ojciec Mateusz                   | medium Liliana Górka                     | odc. 195      |
| 2017      | Porady na zdrady                 | Marysia, uczestniczka warsztatów         |               |
| 2018      | Pech to nie grzech               | Lena, pracownica Natalii                 |               |
| 2018–2020 | Pierwsza miłość                  | Izabela Koniuszko                        |               |
| 2020      | Stulecie Winnych                 | szamanka                                 | odc. 18       |
| 2020      | Stulecie Winnych                 | Helena Turczyńska                        | odc. 20       |
| 2020      | Święty                           | Adela                                    | odc. 48, 49   |
| 2022      | Powrót                           | pracownica banku                         | odc. 1        |
| 2023      | Sexify 2                         | Aldona Gałuszka                          | odc. 6        |
| 2023      | Mój agent                        | dziennikarka                             | odc. 7        |
| 2023      | Jedna dusza                      | koleżanka z klasy                        |               |
| 2024      | Barwy szczęścia                  | Bianca                                   |               |
| 2024      | Zgon przed weselem               | Karolina                                 |               |
| 2025      | Misie                            | Baśka                                    |               |
| 2025      | Lifting                          | Henia                                    |               |

Opracowano na podstawie materiału źródłowego.